# Gabriel Kirejczyk
Gabriel Piotr Kirejczyk (* 12. Februar 2003 in Oświęcim) ist ein polnischer Fußballspieler.

## Karriere

### Verein
Kirejczyk begann seine Karriere bei AP Profi Zielonki. Zur Saison 2021/22 wechselte er zum Erstligisten Piast Gliwice. In seiner ersten Spielzeit kam er aber lediglich zu einem Einsatz im Cup. Sein Debüt in der Ekstraklasa gab er schließlich im Oktober 2022 gegen Widzew Łódź. Bis zum Ende der Saison 2022/23 kam er zu zehn Einsätzen in der höchsten Spielklasse. In der Saison 2023/24 absolvierte er elf Spiele in der Ekstraklasa, ehe er im Februar 2024 an den Zweitligisten Zagłębie Sosnowiec verliehen wurde. Während der Leihe spielte er sechsmal in der 1. Liga, aus der er mit Sosnowiec aber abstieg.
Zur Saison 2024/25 kehrte Kirejczyk nach Gliwice zurück, wo er ein weiteres Spiel im polnischen Oberhaus machte. Im August 2024 verließ er das Team schließlich endgültig und wechselte zum österreichischen Zweitligisten SKN St. Pölten, bei dem er einen bis 2026 laufenden Vertrag erhielt. Für den SKN kam er zu elf Einsätzen in der 2. Liga. Im Juli 2025 löste er seinen Vertrag in St. Pölten auf.

### Nationalmannschaft
Kirejczyk spielte zwischen 2022 und 2023 viermal für die polnische U-20-Auswahl.